# Gétévé Productions
Pour les articles homonymes, voir GTV.
Gétévé Productions ou GTV Productions est une société de production audiovisuelle française créée par Christian Charret en 1999.

## Histoire
En juillet 2015, Banijay et Zodiak Media, la société mère de GTV Productions annoncent leur fusion et donnent naissance au premier producteur indépendant de contenus au monde en février 2016.
À la suite de la fusion, GTV Productions et Marathon Média sont intégrées à la nouvelle filiale Banijay Studios France.

## Productions
- Versailles (Canal+)
- Skam France/Belgique (France.tv Slash)
- Les Ombres Rouges (C8)
- Occupied (Arte)
- L'Accident (France 3)